# Temixco
Temixco is een voorstad van Cuernavaca, in de Mexicaanse staat Morelos. De plaats heeft 89.915 inwoners (census 2005) en is de hoofdplaats van de gemeente Temixco.